# Yootha Joyce
Yootha Joyce   (Wandsworth, 20 d'agost de 1927 - Londres, 24 d'agost de 1980) va ser una actriu britànica nascuda en el sud de Londres com Yootha Joyce Needham, de pares músics. El seu nom és d'origen aborigen australià.

## Biografia
En 1956 es va casar amb l'actor Glynn Edwards, però el matrimoni va acabar en divorci en 1968. Va ser a través d'Edwards com Yootha va aconseguir notorietat amb el canviat de nom grup de teatre Joan Littlewood, debutant al cinema en 1962 amb Sparrows Can't Sing.
En els anys 60 i 70 es va convertir en un personatge molt familiar per la seva aparició en nombroses sèries i pel·lícules com a actriu de repartiment; entre els films destaquen A Man for All Seasons (1966) de Fred Zinnemann i Charlie Bubbles (1967), dirigit i protagonitzat per Albert Finney. Però no va ser fins a 1973 quan va exercir un paper estel·lar, el de Mildred Roper en la innovadora sèrie Man about the house ("Un home a casa"), sèrie que es va gravar fins a 1976.
Quan aquesta sèrie va acabar es va escriure un episodi pilot per a un «spin-off» (seqüela o derivació): George and Mildred, que es va emetre per primera vegada en 1976. George i Mildred es traslladaven des de la seva casa londinenca de Middleton Terrace a un adossat en Peacock Crescent, Hampton Wick. Moltes de les aventures hilarants de la parella se centren en el desig de Mildred de millorar les seves relacions socials amb els seus veïns malgrat la forma de ser de George.
En 1980 es va rodar la pel·lícula George And Mildred, últim treball de Yootha, perquè malgrat estar pendent l'enregistrament de la sisena temporada, va morir en un hospital de fallada hepàtica quatre dies després de complir 53 anys. Era el 24 d'agost de 1980, i la mort li va arribar després d'una llarga batalla contra l'alcoholisme. L'actor Brian Murphy, el seu marit en la pantalla, estava al seu costat en aquest moment. Va ser incinerada al Golders Green Crematorium.

## Documental
En 2001 es va emetre per la ITV el documental d'homenatge titulat The Unforgettable Yootha Joyce, que comptava amb Glynn Edwards així com moltes dels seus companys i amics, entre ells Sally Thomsett, Brian Murphy, Nicholas Bond-Owen i Norman Eshley, parlant de records i les seves relacions amb Joyce.

## Biografia
En 2014 es va escriure una biografia titulada Dear Yootha... The Life of Yootha Joyce, amb contribucions per part dels qui la van conèixer i treballar amb ella, com Glynn Edwards, Murray Melvin i Barbara Windsor.

## Filmografia

### Cinema
| Any  | Títol                                             | Paper                 |                               |
| ---- | ------------------------------------------------- | --------------------- | ----------------------------- |
| 1963 | Sparrows Can't Sing                               | The Barmaid           |                               |
| 1964 | The Pumpkin Eater                                 | Woman at Hairdressers | Sense acreditar               |
| 1965 | Fanatic                                           | Anna                  |                               |
| 1965 | Catch Us If You Can                               | Nan                   |                               |
| 1966 | Calidoscopi (Kaleidoscope)                        | Museum Receptionist   |                               |
| 1966 | Un home per a l'eternitat (A Man for All Seasons) | Avril Machin          |                               |
| 1967 | Stranger in the House                             | Shooting Range Girl   |                               |
| 1967 | Our Mother's House                                | Mrs. Quayle           |                               |
| 1967 | Charlie Bubbles                                   | Woman in Cafe         |                               |
| 1970 | Fragment of Fear                                  | Miss Ward-Cadbury     |                               |
| 1971 | All the Right Noises                              | Mrs. Bird             |                               |
| 1971 | The Road Builder                                  | Mrs. Palafox          |                               |
| 1971 | Burke & Hare                                      | Mrs. Hare             |                               |
| 1972 | Nearest and Dearest                               | Rhoda Rowbottom       |                               |
| 1973 | Never Mind the Quality, Feel the Width            | Mrs. Finch            |                               |
| 1973 | Steptoe and Son Ride Again                        | Freda - Lennie's Wife |                               |
| 1973 | Frankenstein: The True Story                      | Hospital Matron       | telefilm                      |
| 1974 | Man About the House                               | Mildred Roper         |                               |
| 1980 | George and Mildred                                | Mildred Roper         | (paper final a la pel·lícula) |

### Televisió
| any                     | Títol                                  | Episodi                            | Paper                |
| ----------------------- | -------------------------------------- | ---------------------------------- | -------------------- |
| 1962                    | Brothers in Law                        | Separation Order                   | Mrs. Trench          |
| 1963                    | Corrigan Blake                         | The Removal Men                    | Abigail              |
| 1963                    | Steptoe and Son                        | The Bath                           | Delia                |
| 1964                    | Story Parade                           | A Travelling Woman                 | Ruth Cowley          |
| 1964                    | Diary of a Young Man                   | Money                              | Mrs. Baggerdagger    |
| 1964                    | Redcap                                 | A Town Called Love                 | Magda                |
| 1965                    | Cluff                                  | The Convict                        | Flo Darby            |
| 1965                    | Steptoe and Son                        | A Box in Town                      | Avis                 |
| 1966                    | The Saint                              | The Russian Prisoner               | Jovanka Milanova     |
| 1967                    | The Avengers                           | Something Nasty In The Nursery     | Miss Lister          |
| 1968                    | Your Name's Not God, It's Edgar        |                                    | Phoebe / Mrs. Bewley |
| 1968 to 1971            | Me Mammy                               | All                                | Miss Argyll          |
| 1972                    | Jason King                             | If It's Got to Go - It's Got to Go | Sister Dryker        |
| 1972                    | The Fenn Street Gang                   | The Woman for Dennis               | Glenda               |
| 1973                    | Seven of One                           | Pilot d'"Open All Hours"           | Mrs. Scully          |
| 1973                    | On the Buses                           | The Allowance                      | Jessie               |
| 1973 a 1976 1976 a 1980 | Man about the house George and Mildred | Tots                               | Mildred Roper        |